# Inverness (Mississipi)
Inverness és una població dels Estats Units a l'estat de Mississipi. Segons el cens del 2000 tenia 1.153 habitants.

## Demografia
Segons el cens del 2000, Inverness tenia 1.153 habitants, 411 habitatges, i 311 famílies. La densitat de població era de 309,1 habitants per km².
Dels 411 habitatges en un 31,1% hi vivien nens de menys de 18 anys, en un 46,2% hi vivien parelles casades, en un 24,6% dones solteres, i en un 24,1% no eren unitats familiars. En el 22,4% dels habitatges hi vivien persones soles el 12,2% de les quals corresponia a persones de 65 anys o més que vivien soles. El nombre mitjà de persones vivint en cada habitatge era de 2,81 i el nombre mitjà de persones que vivien en cada família era de 3,28.
Per edats la població es repartia de la següent manera: un 27,6% tenia menys de 18 anys, un 10,8% entre 18 i 24, un 24,8% entre 25 i 44, un 21,9% de 45 a 60 i un 14,9% 65 anys o més.
L'edat mediana era de 34 anys. Per cada 100 dones de 18 o més anys hi havia 82,3 homes.
La renda mediana per habitatge era de 27.500 $ i la renda mediana per família de 31.912 $. Els homes tenien una renda mediana de 26.429 $ mentre que les dones 19.000 $. La renda per capita de la població era de 12.050 $. Entorn del 26,6% de les famílies i el 34% de la població estaven per davall del llindar de pobresa.

## Poblacions més properes
El següent diagrama mostra les poblacions més properes.